# Asfissia!
Il dipinto Asfissia! di Angelo Morbelli (1853-1919) fu presentato all'Accademia di Brera nel 1884, accompagnato da una didascalia, tratta forse da un popolare romanzo d'appendice. L'opera fu poi separata dall'autore in due parti, in modo da superare il turbamento prodotto dal quadro sul pubblico e sulla critica.

## Storia
La didascalia: «... Diedero varie lettere da impostare, ed ordinarono un pranzo più succulento del solito, e quanto fiori gli era possibile portare. Recati i fiori, il cameriere notò che la signora aveva indosso una veste bianca e semplice, e lasciato ricader sulle spalle le trecce cosparse. L'indomani il sole era già alto... » 
Alla luce del giorno, velata dalla tenda, le ombre della tovaglia e dell'abito della ragazza in penombra vertono, in una trasparenza di toni, verso uno spettrale grigio giallognolo, con un senso di sporco, di già marcio, come i petali sparsi dei fiori. Il tema di fine della vita aveva catturato i due amanti, disperati perché si erano sentiti esclusi dalla società. Il dramma si era concluso in una camera d'albergo - come nella canzone: Albergo a ore - dove i due giovani avevano consumato il loro inutile e pantagruelico ultimo pasto. Il viso della ragazza è già sfigurato e gli occhi sono sbarrati, mentre invisibile è il volto dell'uomo, a terra, e di cui si intravedono appena scarpe e pantaloni. Morbelli si specchia nelle sontuose nature morte fiamminghe, le illumina con la luce che filtra dal retro in un anonimo ambiente borghese impolverato e sfatto, le rappresenta come immagine di un fatto di cronaca nera, di un contemporaneo disastro sociale. Il titolo Asfissia! materializza l'odore dei tanti fiori in decomposizione che riesce ad impregnare un ambiente chiuso, rendendolo irrespirabile. Questa asfissia dunque, nel quadro, è la causa di morte degli amanti. 
Studi recenti (Alessandro Riva, “Asfissia! Un quadro di Morbelli, due giovani innamorati. Un giallo nella Milano del 1800. Finalmente risolto”)  hanno però ricondotto l’ispirazione del quadro a un tragico fatto di cronaca, un tentato omicidio-suicidio (lui morirà sul colpo, lei sarà ancora viva al momento del ritrovamento, e forse riuscirà a cavarsela: il Corriere nei giorni successivi riporta che sarà trasportata in ospedale, e, alcuni giorni dopo, che le sue condizioni sono leggermente migliorate, tanto da permetterle di ritornare a casa), accaduto a Milano nel febbraio 1884. La notizia del “tragico fatto di sangue” comparve infatti sui quotidiani milanesi la mattina del 19 febbraio 1884. Il “Dramma d’amore”, come titola “La Perseverenza”, si consuma nella stanza N.14 al secondo piano dell’Albergo Torino, nel piazzale della Stazione, nella serata del 18 febbraio. Due giovani amanti, Adolfo Franzini, fino a pochi mesi prima sottotenente dei Lancieri di Montebello, e Gina Bignami, figlia del macellaio di corso Monforte, all’angolo di vicolo San Carlo, arrivati nell’albergo la notte precedente, avevano tentato di uccidersi, forse per le disparità sociali: “Il Franzini amoreggiava da 4 mesi”, scrive il “Corriere della sera”, “con la Bigmani, bella ragazza, di forme abbondanti, d’aspetto simpatico. Pare che alla loro unione, ormai necessaria, si frapponessero ostacoli insormontabili, sebbene il padre della Bignami non avesse negato il proprio consenso. La fanciulla aveva lasciato la casa paterna domenica notte alle due per seguire il suo Adolfo”. “I due giovani”, annota il “Corriere”, avevano lasciato sul tavolino della camera 4 lettere chiuse e 4 piegate ma non ancora riposte nella busta”, assieme alla tavola ancora apparecchiata, al revolver, alle bottiglie di sciampagna minuziosamente descritti nel quadro di Morbelli. Quanto al revolver, “pare che sia stato comprato sabato o domenica dal Franzini nella bottega d’armaiuolo della vedova Legnani in via Broletto”.

### Verso ildivisionismo
All'inizio degli anni Ottanta Angelo Morbelli intraprese un lungo itinerario che, dai colori tradizionalmente impastati, lo portò ad un progressivo divisionismo. Sperimentava nuove mestiche sostituendo, al classico olio di amalgama per pigmenti, altre sostanze diluenti come copale, glicerina o trementina. Attraverso la vibrazione dei colori tentava di esprimere le sue emozioni. Leggeva trattati di ottica, in modo da mettere a punto il cerchio cromatico e individuare la varia composizione dei colori. Dai soggetti storici, dai ritratti, dai paesaggi innevati era approdato a soggetti contemporanei: schierato non dalla parte di chi vince, ma sempre da quella di chi perde.
Cultura positivista di osservatore attento della società - nei suoi aspetti di frattura - e simbolismo estratto da quella stessa realtà si incrociavano nella sua visione di artista. Negli anni 1882-1883 aveva iniziato a ritrarre gli interni del Pio Albergo Trivulzio, una istituzione milanese illuminata e filantropica, nata al tempo della imperatrice Maria Teresa d'Asburgo.

### Critica d'arte contemporanea
La critica fu impietosa con questo quadro di Angelo Morbelli. Non si poteva negare la maestria del pittore, la sua grande tecnica nel riprodurre la natura morta e la luce filtrata; ma il soggetto era troppo crudo: il dipinto, nel suo insieme, doveva essere rifiutato. Il Pungolo scriveva: «[...] una tela ardita, originale, bizzarra, dove i particolari vincono l'assieme per la maniera onde il Morbelli li ha condotti e per le impressioni che essi suscitano negli osservatori attenti. È bellissimo l'effetto della luce, che il pittore ha tratto dal riflettersi che fa il sole, dal lastricato della via sopra le griglie e i vetri della finestra: è bellissima e fedele la riproduzione della tavola apparecchiata: ma, se osserviamo bene, il soggetto principale è annegato e scompare in mezzo a tanti fiori, e a tanti oggetti che il Morbelli ha raggruppato alla sinistra. Lo scorcio degli amanti, non è riuscito, e dicasi lo stesso della disposizione dei mobili, ond'è ornata la stanza.»
La parte sinistra del dipinto e la parte destra (con firma Morbelli 1884 sulla valigia) sono state esposte insieme alla Galleria Civica d'Arte Moderna e Contemporanea di Torino (GAM) nel 2001.